# Codex Palatinus Latinus 629
Der Codex Palatinus Latinus 629 (kurz: Pal. lat. 629) ist eine lateinischsprachige Handschrift des späten 13. Jahrhunderts mit juristischen Texten aus der Bibliotheca Palatina, die heute in der Bibliotheca Vaticana aufbewahrt wird.

## Form
Unter den etwa hundert mittelalterlichen Rechtshandschriften, die Teil der Bibliotheca Palatina sind, ragt der Codex Pal. lat. 629 durch seine Ausstattung hervor. Er wird sogar als die künstlerisch bedeutendste juristische Handschrift aus Bologna gewertet. Der Kodex wurde auf Pergament geschrieben und nach dem in Bologna entwickelten Peciensystem hergestellt. Eine winzige Spur, die das bezeugt, ist auf der Vorderseite von Blatt 271 erhalten: Am unteren linken Seitenrand ist die römische Ziffer des Vermerks „Finit III“ zu erkennen, die heute weitgehend von der Falz verdeckt wird. Gemeint ist, dass hier die dritte Lage („Pecie“) zu Ende war.
Die verwendete Schrift ist die littera Bononiensis, eine runde norditalienische Variante der gotischen Minuskel. Die Handschrift hat ein Format von ca. 48 × 29 cm. Die Rechtstexte sind jeweils in der Mitte der oberen Seitenhälfte zweispaltig wiedergegeben. Dieser Textblock wird allseitig von der Kommentierung „umflossen“. Die zentralen Textblöcke, ein Teil der Initialen des Kommentartextes und teilweise der Freiraum zwischen den Spalten und am Rand sind als Buchmalereien bildlich gestaltet. 39 Miniaturen ragen darunter heraus. Der Künstler ist namentlich nicht bekannt. Die ästhetisch aufwändige, gleichmäßige, repräsentative Gestaltung der Handschrift betont zum einen die Absicht der Texte, durch Vereinheitlichung des Rechts Rechtssicherheit zu schaffen. Gleichzeitig macht sie die Handschrift auch zu einem Prestigeobjekt für ihren Eigentümer und weist so auf die wachsende Bedeutung des neuen Standes der Juristen hin.

## Inhalt
Die Handschrift enthält:
- die Promulgations-Bulle Rex pacificus, mit der Papst Gregor IX. den folgenden Liber Extra in Kraft gesetzt hat
- den Liber Extra mit der Standard-Glosse des Bernard von Botonus, Blätter 1–259 v
- den Arbor consanguinitatis (Abstammungstafel) und den Arbor Affinitatis (Verwandtschaftstafel)[9] mit der Glosse des Johannes de Deo, Blätter 260v-261v
- die dritte Novellensammlung Papst Innozenz IV., erweitert um das Kapitel Cum inter mit der Glosse von Bernardus Compostellanus Junior, Blätter 262–273v
- die Novellen Papst Gregors X. mit dem Kommentar des Garsias Hispanus, Blätter 274r–285r
- die Constitutio Cupientes von Papst Nikolaus III. mit ebenfalls dem Kommentar des Garsias Hispanus, Blätter 286r–295r

### Liber extra
Der Liber Extra ist eine Dekretalensammlung des Papstes Gregor IX., die in fünf Bücher eingeteilt ist. 
Die zugehörige Promulgations-Bulle und die Einleitung jedes der fünf Bücher des Liber Extra wird von einer Miniatur geschmückt, die den Raum einer Textspalte einnimmt. Die Anfänge der einzelnen Titel, in die jedes der Bücher untergliedert ist, beginnen mit einer Initialgruppe und einer Figur. Dazu korrespondiert im Kommentartext eine Schmuckinitiale. Dasselbe geschieht in den folgenden kleineren Texten, außer den Stammbäumen, die illustrationstechnisch einen Sonderfall darstellen. Die Motive beziehen sich dabei immer auf den Text, dem sie vorangestellt sind. Die Illustrationen sind eng verwandt mit denen der Dekretal-Handschrift Cod. Vat. Lat. 1375.
Miniatur zur Promulgationsbulle

Die Miniatur zur Einleitung, der Promulgationsbulle, zeigt einen sitzenden Papst in einem roten Juristenmantel mit einem Buch in seiner linken Hand. An seinen beiden Seiten sitzt je ein Bischof. Sieben weitere Personen geistlichen Standes umstehen diese Gruppe. Die beiden zuvorderst Stehenden halten ebenfalls jeweils ein Buch in den Händen. Außerhalb der Miniatur sind auf der Seite weitere Kleriker und Laien dargestellt. Interpretiert wird diese Szene entweder als die Übergabe des Libri Extra durch den Kommentator Bernard von Botonus an Papst Gregor IX. oder aber als eine Darstellung des Geltungsbereichs des Rechts: Papst und Kirche als Rechtssetzer, dargestellt in der Miniatur, Klerus und Laien als Rechtsunterworfene, dargestellt zwischen dem Text auf der übrigen Seite der Spalte.
Miniatur zum ersten Buch

Die Miniatur zur Einleitung des ersten Buchs zeigt den thronenden Christus, vor ihm in gebeugter Haltung Petrus und Paulus, denen er die Hände auflegt. Die Szene zeigt die Grundlage der gesetzgeberischen Autorität der Kirche, die ihr nämlich von Gott selbst verliehen worden sei.
Miniatur zum zweiten Buch
Die Miniatur am Anfang des zweiten Buchs zeigt den im folgenden Text zuerst beschriebenen Fall: In einem Rechtsstreit vor einer Synode erscheint ein Bischof nicht zum festgesetzten Termin. Der Text befasst sich dann mit den daraus resultierenden Rechtsfolgen. Gezeigt wird eine Gerichtsverhandlung unter einer Architektur mit Richter und zwei Bischöfen als Parteien und Gefolge. Der eine Bischof wendet sich ab und will gehen (obwohl er ja im Beispielsfall erst gar nicht erschienen ist, was aber bildlich nicht so gut darstellbar gewesen wäre).
Miniatur zum dritten Buch
Die Miniatur zur Einleitung des dritten Buchs zeigt eine Messfeier und daraus die Erhebung der Hostie, denn das dritte Buch behandelt überwiegend den Klerus. Dieser und die Laien sind – wie das der Text auch festlegt – klar getrennt. Laien erscheinen nur hinter einer Abtrennung, ganz am linken Rand der Szene.
Miniatur zum vierten Buch
Die Miniatur zur Einleitung des vierten Buchs zeigt die Eheschließung vor einem Priester. Dieser steht in der Mitte, während links der Bräutigam und einige Männer, rechts die Braut und einige Frauen gezeigt werden.
Miniatur zum fünften Buch
Die Miniatur zur Einleitung des fünften Buchs – hier geht es um Strafrecht – zeigt wieder eine Gerichtsszene und ist ähnlich gestaltet wie die zum zweiten Buch. Die Tatbestände des Strafrechts sind gut darzustellen, auf sie beziehen sich die Szenen rund um die Initialen in diesem Buch.

### Arbor consanguineitatis und affinitatis
Der Arbor consanguineitatis ist ein schematischer Stammbaum, kommentiert von Johannes de Deo. Ob die begleitenden Illustrationen von der gleichen Hand stammen, die auch die anderen Illustrationen in Pal. lat. 629 fertigte, ist nicht ganz sicher. Hauptmotiv der Darstellung sind jeweils ein Baum und eine diesen präsentierende Figur, im Arbor affinitatis Christus selbst. Der Arbor consanguineitatis ist von Tieren, Mischwesen und Menschen umgeben, die ihren Begierden folgen, was das Gesetz ja regulieren soll. Auf der Abbildung des Arbor affinitatis stehen Mann und Frau über den Listen der Blutsverwandten jeweils der und des anderen. Die Figuren sind als vornehm nach der Mode der Zeit gekleidetes Paar dargestellt.

### Dritte Novellensammlung Papst Innozenz IV.
Die dritte Novellensammlung des Papstes Innozenz IV. stammt aus dem Jahr 1253. Sie ist hier erweitert um das Kapitel Cum inter. Die begleitende Kommentierung des Bernardus Compostellanus hatte sich als Standard-Kommentar zu der Novellensammlung durchgesetzt. Illustriert ist der Text einleitend mit einem Deduktionsbild: Vor dem Papst kniet ein Kleriker. Beide halten geöffnete Bücher in den Händen.

### Novelle Papst Gregor X.
Die Novellen des Papstes Gregor X. setzen sich aus Beschlüssen des zweiten Konzils von Lyon (1274) und einigen Dekretalen des Papstes zusammen. Der Kommentar des Garsias Hispanus entstand vor 1282 und setzte sich als Standard-Kommentar zu der Novelle durch. Illustriert ist der Text einleitend mit einem Deduktionsbild: Vor dem Papst kniet ein Kleriker. Beide halten geöffnete Bücher in den Händen.

### Costitutio Cupientes
Die Costitutio Cupientes von Papst Nikolaus III. ist hier ebenfalls mit einem Kommentar von Garsias Hispanus wiedergegeben.

## Geschichte
Die Handschrift wurde in Bologna zwischen 1280 und 1298 gefertigt. Sie befand sich im Bestand der Bibliotheca Palatina in Heidelberg, als diese 1623 von Maximilian I. von Bayern als Kriegsbeute beschlagnahmt und anschließend Papst Gregor XV. geschenkt wurde. Seitdem befindet sie sich in der Bibliotheca Vaticana.